# LM 滚动导轨
“LM 滚动导轨”是使用“滚动”运动来引导组件的 直线 机械 运动 部件 。该名称是“直线运动导轨”的缩写。
这个词是 THK (有限公司) 的商标。

## 概要
THK 开发了该部件，并于 1972 年开始销售它。THK 是全球第一家将滚动运动融入线型机器部件的公司。许多其他制造商也销售同类产品，但 THK 仍保持最高的份额，名义上估计，日本国内占 70%，全球占 60%。
该滚动导轨主要由 LM 导轨 和 LM 滑块组成，其中滑块沿导轨滑动来引导直线运动。
滚动型直线运动可提高机电设备的功能，从而在降低能耗的同时提高精度和速度。该技术已用于各种领域，其中包括 LCD 生产线、轨道车、机动车、医疗设备、高层和住宅建筑以及娱乐设备。

## 相关主题
- 机器
  - 机械工程
- 轴承（旋转运动）
  - 滚动元件轴承